# Peridaedala algosa
Peridaedala algosa är en fjärilsart som beskrevs av Edward Meyrick 1912. Peridaedala algosa ingår i släktet Peridaedala och familjen vecklare. Inga underarter finns listade i Catalogue of Life.